# Lavinia Schulz

Lavinia Schulz; undatiertes Selbstporträt

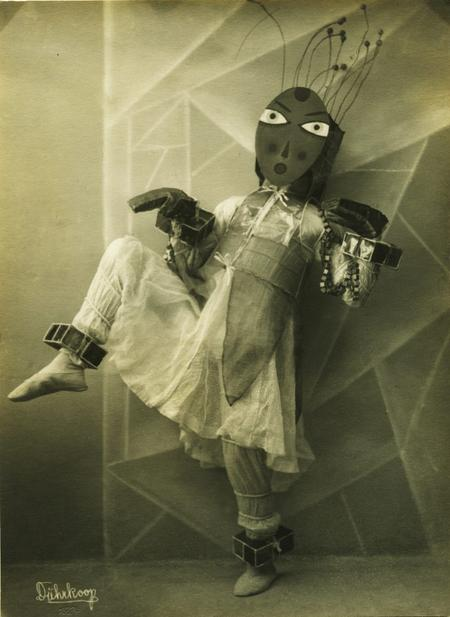
Expressionistische Tanzstudie Tanzbertchen der Tänzerin Lavinia Schulz. Fotografie von Minya Diez-Dührkoop, 1924.

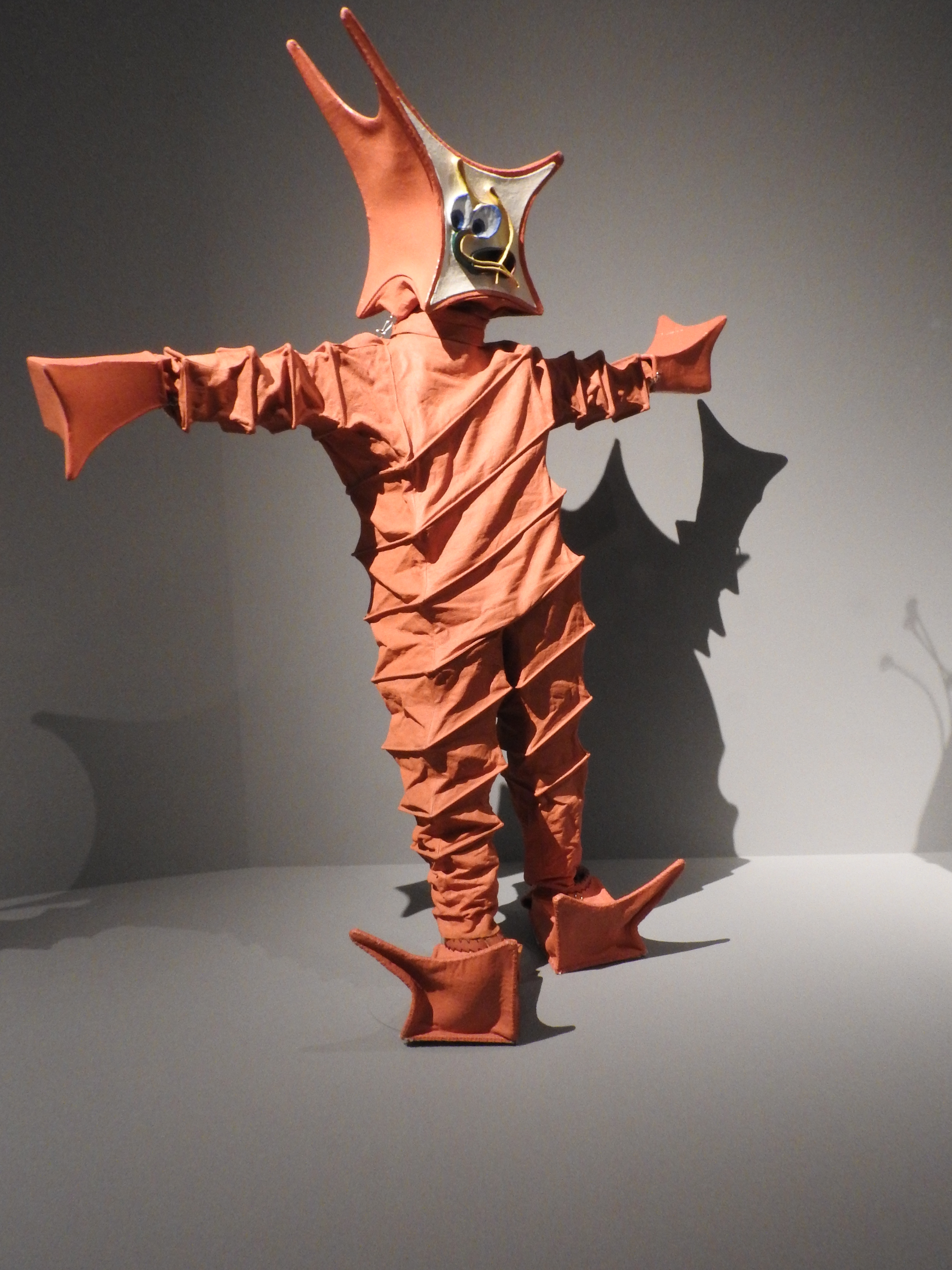
Ganzkörpermaske von Lavinia Schulz, gezeigt auf der Ausstellung „Sturm-Frauen“ in der Kunsthalle Schirn, Frankfurt (2015/2016)

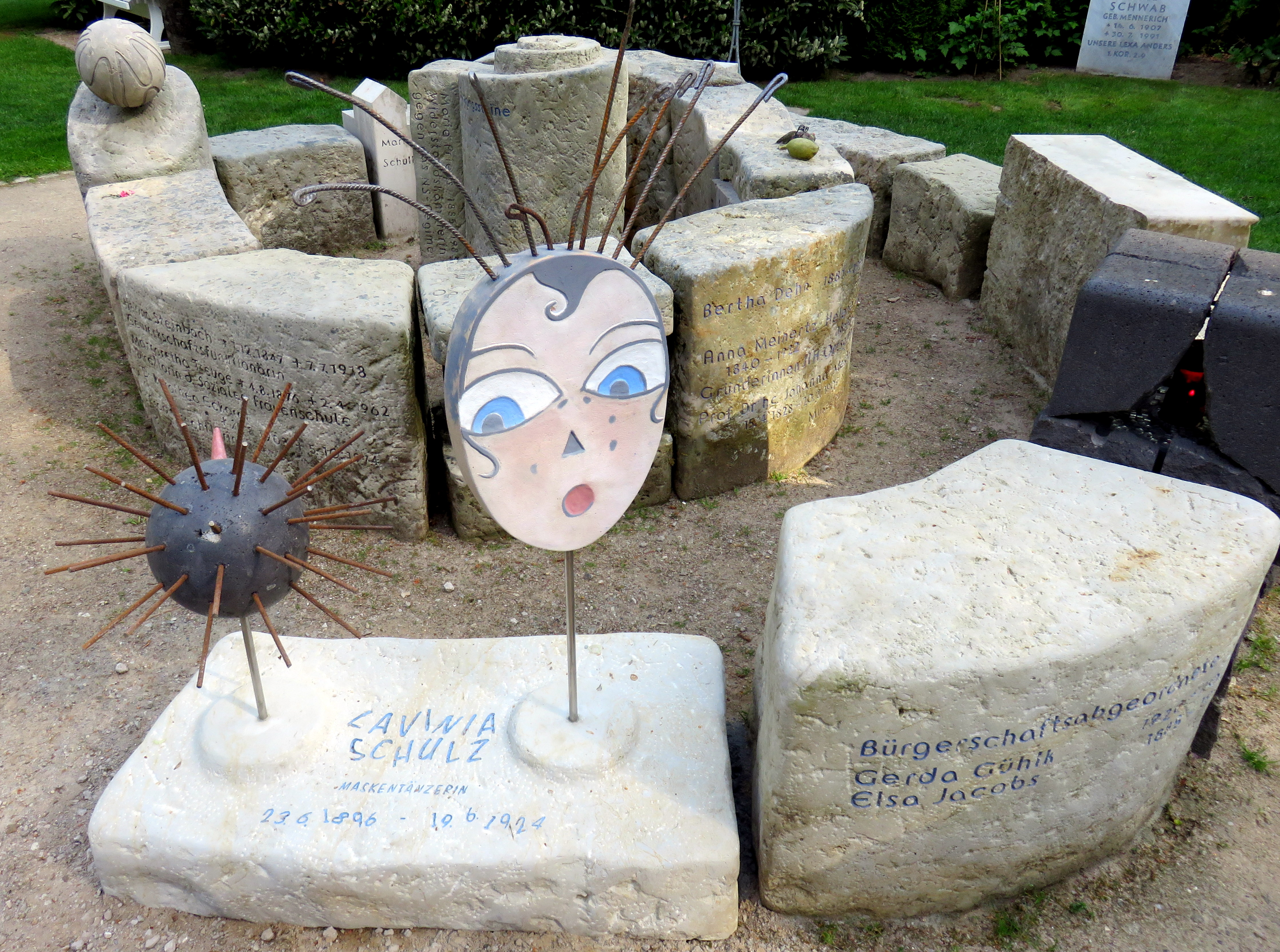
Erinnerungsstein im Garten der Frauen auf dem Friedhof Ohlsdorf

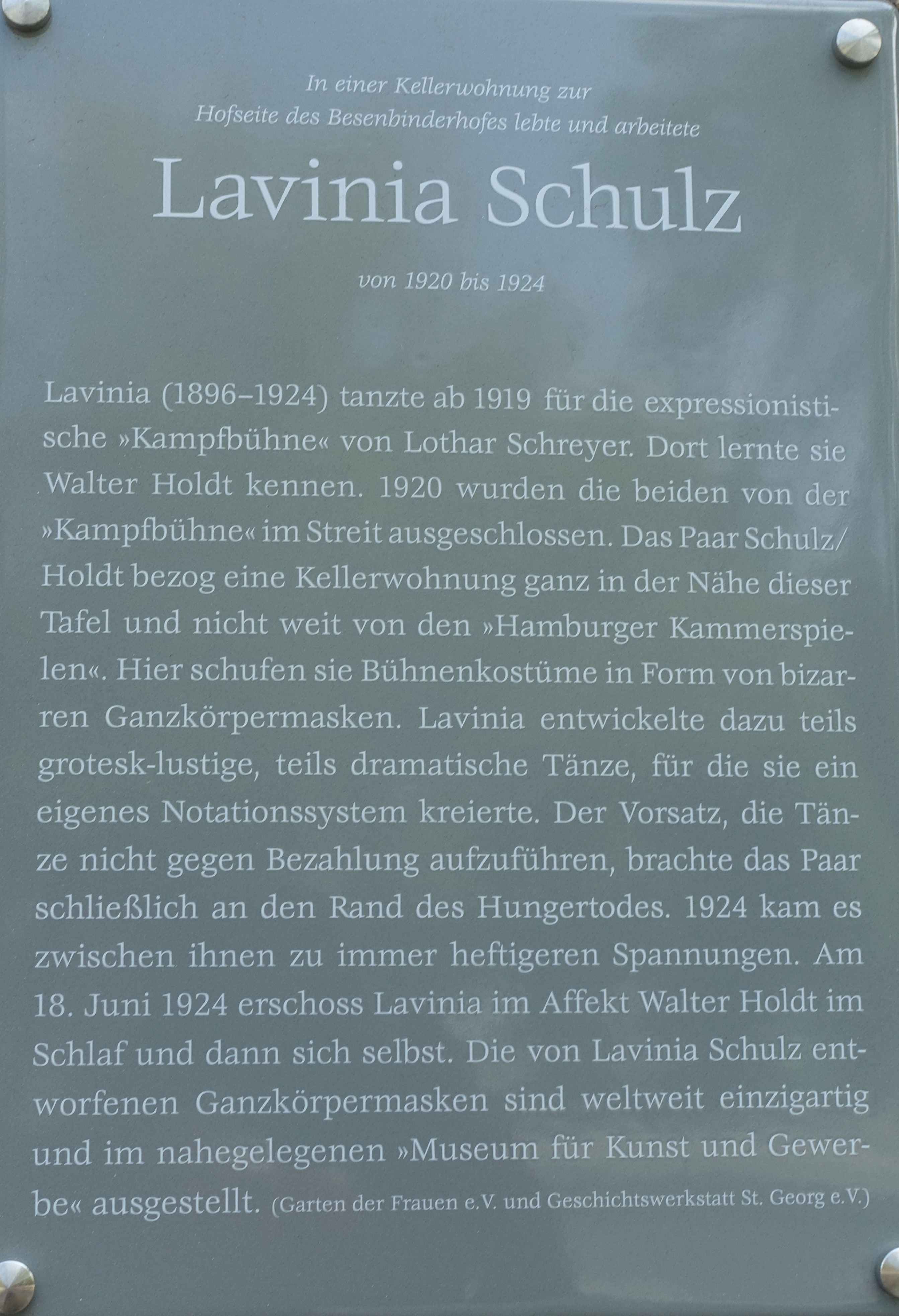
Gedenktafel für Lavinia Schulz am Gewerkschaftshaus Hamburg

Lavinia Berta Schulz (* 23. Juni 1896 in Lübben (Spreewald); † 19. Juni 1924 in Hamburg) war eine deutsche expressionistische Schauspielerin und Maskentänzerin.

## Leben und Werk
Mit 16 Jahren ging Lavinia Schulz nach Berlin, um akademisches Zeichnen zu studieren. Um 1917 lernte sie dort Lothar Schreyer kennen, Redakteur der expressionistischen Zeitschrift Der Sturm und Leiter der Sturm-Bühne in Berlin, wo Schulz als Schauspielschülerin blieb. 1918 war ihr Nacktauftritt im Drama Sancta Susanna von August Stramm ein Skandal. 1919 folgte Schulz Schreyer nach Hamburg, der dort die Kampfbühne gründete.
In Hamburg richtete sich Lavinia Schulz eine Schneiderwerkstatt ein, um davon ihren Lebensunterhalt zu bestreiten. Zahlreiche avantgardistische Modeentwürfe sind im Museum für Kunst und Gewerbe erhalten. Bei der Kampfbühne lernte Schulz den Schauspieler Walter Holdt (* 20. Dezember 1899 in Hamburg) kennen, den sie 1921 heiratete. 1923 bekamen sie einen Sohn, Hans Heinz.
Ab 1919 entwarfen Schulz und Holdt gemeinsam Tanzvorführungen in eigens dafür entwickelten Ganzkörperkostümen. Seit 1921 wurden ihre Aufführungen vom avantgardistischen Komponisten Hans Heinz Stuckenschmidt musikalisch begleitet, mit dem sie zeitweilig auch ihre Souterrain-Wohnung am Besenbinderhof teilten, die auch als Probenraum und Atelier für den Maskenbau diente. Auch auf den populären Hamburger Künstlerfesten – wie die Götzenpauke 1921 im Curiohaus – traten sie auf.
Am 18. Juni 1924 erschoss Lavinia Schulz ihren 25-jährigen Ehemann, alarmierte die Nachbarschaft, und versuchte dann, sich selbst zu erschießen. Sie starb am folgenden Tag an ihren Verletzungen. Das Motiv für die Tat wurde nie endgültig geklärt. Ein Grund könnten finanzielle Schwierigkeiten gewesen sein, da das Künstlerpaar seine Tanzvorstellungen dem Publikum ohne Bezahlung vorführte.
Bereits im März 1925 fand im Hamburger Museum für Kunst und Gewerbe eine Gedächtnis-Ausstellung mit den Masken des Künstlerehepaares statt. Danach gerieten Lavinia Schulz und Walter Holdt in Vergessenheit. Erst 1988 wurden auf dem Dachboden des Museums drei Kisten mit rund 20 Ganzkörpermasken von dem Kuratoren Nils Jockel wiederentdeckt. Die Kostüme wurden restauriert und 1989 in der Ausstellung „Flugkraft in goldene Ferne...“ – Bühnentanz in Hamburg seit 1900 und 2006 in der Ausstellung Entfesselt – Expressionismus in Hamburg um 1920 der Öffentlichkeit gezeigt. Zwölf der erhaltenen Ganzkörpermasken sind in der Dauerausstellung des Hamburger Museums für Kunst und Gewerbe zu sehen. Anlässlich der Ausstellung wurden in einem Projekt der Hochschule für Musik und Theater Hamburg und der Anna-Siemsen-Schule, Fachschule für Gewandmeister, Repliken ausgewählter Masken hergestellt, Sequenzen ihrer Tänze anhand der erhaltenen Tanz- und Bewegungsschriften rekonstruiert und unter dem Titel Maskensturm zur Aufführung gebracht. Im Gegensatz zu den Originalen, die aus konservatorischen Gründen nicht transportfähig sind, können die Repliken als Ausstellungsexponate auf Reisen gehen. Sie waren u. a. 2011 in der Ausstellung Danser sa vie. Art et danse de 1900 à nos jours im Centre Pompidou in Paris und 2022 in der Ausstellung The Milk of Dreams auf der 59. Biennale di Venezia zu sehen.
Das Museum für Kunst und Gewerbe Hamburg bewahrte neben den Ganzkörpermasken, Kostümen und Accessoires auch ihren grafischen und schriftlichen Nachlass. Das Inventar in der Grafischen Sammlung umfasst über 350 Zeichnungen, Entwurfskizzen für Masken und Bühnenkostüme, Modezeichnungen, Bewegungsskizzen und ein Drehbuch. In ihren sogenannten Tanzschriften, die wie Partituren aufgebaut sind, hielt Schulz die Bewegungen auf der Bühne aus verschiedenen Perspektiven fest. Zu den erhaltenen Archivalien gehören handschriftliche Briefentwürfe und Notizen.
In Hamburg erinnert auf dem Ohlsdorfer Friedhof im Bereich des Gartens der Frauen ein Element der Erinnerungsspirale an Lavinia Schulz. Der Verein Garten der Frauen e.V. und die Geschichtswerkstatt St. Georg haben am Gewerkschaftshaus am Besenbinderhof eine Erinnerungstafel für Lavinia Schulz angebracht. Das Leben und die Kunst von Lavinia Schulz und Walter Holdt sowie ihre Relevanz für die Gegenwart stehen im Mittelpunkt des 2019 erschienenen Romans Pixeltänzer von Berit Glanz.

Auswahl von Werken
Titelblatt der Mappe „Tanzschrift der vier Sätze der Toten Frau aus dem Tanz Mann und Tote Frau“ (1921)
Tanzschrift zur weiblichen „Toboggan“-Maske, eines von 11 Blättern (1920/1921)
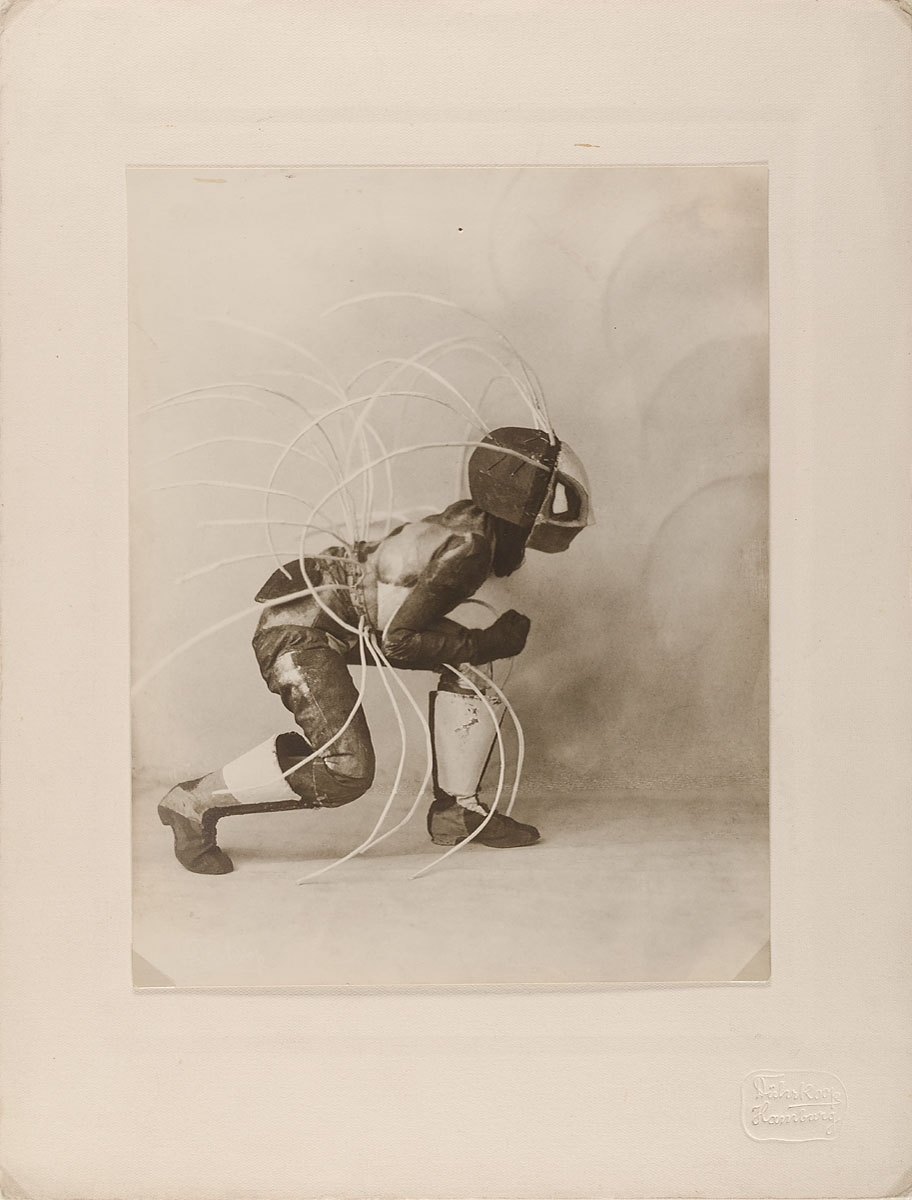
Tanzmaske „Toboggan Frau“ (1924)
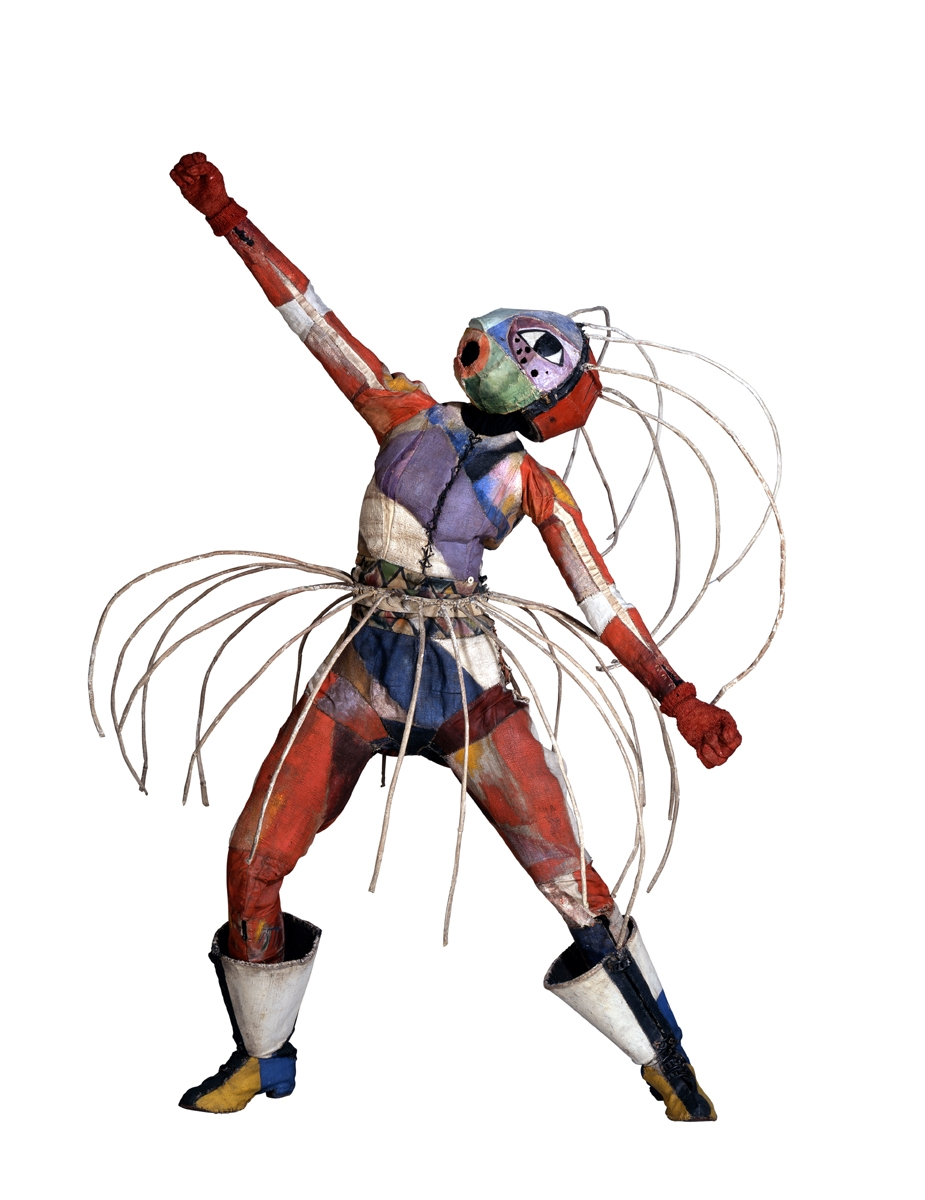
Maskenfigur „Toboggan Frau“ (1920er)
Entwurf für ein langes schwarzes Kleid mit gestreiften farbigen Akzenten (1919/1924)
Entwurf für ein langes Kleid mit Karomuster und Mantelkragen (1919/1924)
Entwurf für 12 avantgardistische Damenhüte (1919/1923)
Entwurf für Damenkostüm (1919/1921)